# Tubosaeta aureocystis
Tubosaeta aureocystis är en svampart som beskrevs av M. Zang 2001. Tubosaeta aureocystis ingår i släktet Tubosaeta och familjen Boletaceae.   Inga underarter finns listade i Catalogue of Life.